# Odontorhabdus
Odontorhabdus is een kevergeslacht uit de familie van de boktorren (Cerambycidae). De wetenschappelijke naam van het geslacht werd voor het eerst geldig gepubliceerd in 1913 door Aurivillius.

## Soorten
Odontorhabdus omvat de volgende soorten:
- Odontorhabdus dentipes Aurivillius, 1928
- Odontorhabdus flavicornis Aurivillius, 1928
- Odontorhabdus rechingeri Aurivillius, 1913
- Odontorhabdus teretiscapus Aurivillius, 1928